# Richard Thomas (zoologiste)
Pour les articles homonymes, voir Richard Thomas et Thomas.
Richard Thomas, né le 2 mai 1938, est un herpétologiste américain de l'Université de Porto Rico.
Il est célèbre pour avoir découvert, en 2001, le plus petit lézard du monde Sphaerodactylus ariasae sur l'île Beata en République dominicaine.

## Quelques taxons décrits
- Eleutherodactylus amadeus
- Eleutherodactylus caribe
- Eleutherodactylus coqui
- Eleutherodactylus corona
- Eleutherodactylus dolomedes
- Eleutherodactylus guantanamera
- Eleutherodactylus juanariveroi
- Eleutherodactylus mariposa
- Eleutherodactylus melacara
- Eleutherodactylus parapelates
- Sphaerodactylus ariasae
- Sphaerodactylus cricoderus
- Sphaerodactylus cryphius
- Sphaerodactylus elasmorhynchus
- Sphaerodactylus epiurus
- Sphaerodactylus ladae
- Sphaerodactylus nycteropus
- Sphaerodactylus ocoae
- Sphaerodactylus omoglaux
- Sphaerodactylus parthenopion
- Sphaerodactylus perissodactylius
- Sphaerodactylus pimienta
- Sphaerodactylus plummeri
- Sphaerodactylus schuberti
- Sphaerodactylus schwartzi
- Sphaerodactylus semasiops
- Sphaerodactylus streptophorus
- Sphaerodactylus williamsi
- Sphaerodactylus zygaena

Thomas est l’abréviation habituelle de Richard Thomas en zoologie.

Consulter la liste des abréviations d'auteur en zoologie ou la liste des taxons zoologiques assignés à cet auteur par ZooBank